# متلازمة التضاعف الذاتي
متلازمة التضاعف الذاتي (بالإنجليزية: Syndrome of subjective doubles)‏ هي متلازمة خطأ تحديد الهوية الوهمية النادرة التي يعاني فيها الشخص من الوهم بأنه مصاب بتضاعف شخصية أو ما يعرف بالشبيه مع نفس المظهر ولكن عادة مع سمات شخصية مختلفة، والتي تقود الحياة الخاصة به. وتسمى المتلازمة أيضًا متلازمة التضاعف في الذات، أو وهم التضاعف الذاتي، أو التضاعف الذاتي البسيط، وفي بعض الأحيان يكون المريض تحت انطباع وجود أكثر من زوج، ويمكن إسقاط التضاعف على أي شخص من شخص غريب إلى أحد أفراد الأسرة.
غالبًا ما يتم تشخيص هذه المتلازمة أثناء أو بعد ظهور اضطراب عقلي آخر، مثل انفصام الشخصية أو غيره من الاضطرابات التي تنطوي على هلوسات ذهانية، ، ولا توجد طريقة مقبولة على نطاق واسع للعلاج حيث يحتاج معظم المرضى إلى علاج فردي، ويعد انتشار هذا المرض منخفض نسبيا؛ حيث تم الإبلاغ عن حالات قليلة منذ أن تم تعريف المرض في عام 1978 من قبل جورج كريستودولو، ومع ذلك لا يتم تعريف التضاعف الذاتي بشكل واضح في الأدب وبالتالي قد يكون أقل من المبلغ عنه.

## التاريخ
تم تعريف هذا الاضطراب لأول مرة في عام 1978 من قبل الطبيب النفسي اليوناني جورج ن. كريستودولو الحاصل على دكتوراه في الطب وزمالة الكلية الملكية للأطباء في علم النفس، وعلى الرغم من أن أعراض التضاعف الذاتي قد تم وصفها قبل عام 1978 لم يطلق على هذا الاضطراب اسم حتى وصفه كريستودولو بمتلازمة التضاعف الذاتي في المجلة الأمريكية للطب النفسي، وتصف المقالة امرأة تبلغ من العمر 18 عامًا تعاني من مرض انفصام الشخصية زوراني فيروس الهيبرينو حيث كانت تعتقد أن جارها المجاور قد حوّل نفسها الجسدية إلى تضاعف المريض، لم تُعطى متلازمة التضاعف الذاتي ومتفاوتاته اسم متلازمات خطأ تحديد الهوية الوهمية حتى عام 1981.
تم الإبلاغ عن تضاعفات الذات في الأدب حتى قبل أن يتم تسمية المتلازمة بواسطة كريستودولو، وتم الإبلاغ عن أول مريض يعاني من أعراض متلازمة وهم كابجراس - متلازمة أخرى لتحديد الهوية الخاطالوهمي- في عام 1923 من قبل جوزيف كابجرا وجون ريبول لاشانكس، وعلى الرغم من ذلك فإن هذا المريض قد عانى الوهم من التضاعف الذاتي، ولكن ظهور التضاعف الذاتي لم تتم معالجته حتى نشر مقالة كريستودولو في عام 1978.

## الأعراض
أعراض متلازمة التضاعف الذاتي غير محددة بوضوح في المطبوعات الطبية، ولكن هناك بعض السمات المميزة لهذا الوهم:
- وجود الوهم -بحكم تعريفه- ليس معتقدًا ثقافيًا مقبولًا على نطاق واسع.
- يصر المريض على أن المضاعفة التي يراها هي حقيقية حتى عند تقديمها بأدلة متناقضة.
- وجود جنون ارتياب و/ أو ضعف القدرة على التصور المكاني.

غالبًا ما يتم ملاحظة أوجه التشابه مع الاضطرابات الأخرى في الوثائق، وقد يرتبط البروبوسنيا (عمه تعرف الوحوه) بهذا الاضطراب بسبب تشابه الأعراض؛ حيث تشبه متلازمة التضاعف الذاتي أيضًا التنظير الذاتي الوهمي -المعروف أيضًا بتجربة خارج الجسم- وبالتالي يشار إليها أحيانًا بوهم من نوع التنظير، ومع ذلك فإن وهم التضاعف الذاتي يختلف عن وهم التنظير الذاتي: يحدث التنظير الذاتي في كثير من الأحيان في أوقات الضغط الشديد وعادة ما يمكن علاجه عن طريق تخفيف عامل الضغط.
عادة ما تكون متلازمة التضاعف الذاتي مصحوبة باضطراب عقلي آخر أو متلازمة الدماغ العضوي، وقد تظهر أثناء أو بعد ظهور الاضطراب الآخر، وفي كثير من الأحيان يحدث أيضًا تضاعفات ذاتي مع أنواع أخرى من متلازمات التعرف الخاطئ الوهمية وخاصة متلازمة وهم كابجراس.
تم الإبلاغ عن العديد من الاختلافات في المتلازمة في الوثائق:
- قد يظهر الزوج في أعمار مختلفة من نفسه.[1]
- يصف بعض المرضى النظير بأنه نسخة متطابقة جسديًا ونفسيًا وليس نسخة جسدية بحتة. يُعرف هذا أيضًا باسم التعدد النسيلي للذات وهو نوع آخر من متلازمة تحديد الهوية الوهمية التي قد تكون أو لا تكون من نفس النوع من الاضطرابات (انظر # النزاع بالأدنى)، وفي هذه الحالة قد يكون تبدد الشخصية من الأعراض.[10]
- تحدث المضاعفات الشخصية العكسية عندما يعتقد المريض أن نفسه (جسديًا أو عقليًا) تتحول إلى شخص آخر.[1][7][12] (انظر حالة السيد أ في العرض #)

### عرض
تصف الحالة التالية المريض الذي تم تشخيصه بالاكتئاب الذهاني والاضطراب ذو الاتجاهين ومتلازمة التضاعف الذاتي:
مأخوذة من كامانيتز وآخرون عام 1989:

تصف الحالة التالية مريضًا تم تشخيصه باضطراب فصامي عكسي جنبًا إلى جنب مع العديد من متلازمات التعرف الخاطئ الوهمية (المضاعفات الذاتية، الوهم الناتج عن Capgras، التداخل الداخلي) :
مأخوذة من سيلفا وآخرون، 1994:
تصف الحالة التالية المريض الذي تم تشخيصه بفصام بارانويدي مزمن وتضاعف ذاتي عكسي:
مأخوذة من فاسافادا وماسند عام 1992:

## الأسباب
والتضاعف الذاتي عادة ما يكون مراضة مشتركة مع أمراض نفسية أخرى مثل الاضطراب ذو الاتجاهين أو انفصام الشخصية، ومن الصعب التأكد من سبب الاضطراب ليس فقط بسبب ندرته ولكن أيضًا بسبب وجود اضطرابات أخرى في وقت واحد، وبينما لم يتم العثور على السبب الفسيولوجي لمتلازمة التضاعف الذاتي لكن توجد العديد من الفرضيات.
يعتقد بعض الباحثين أن متلازمة التضاعف الذاتي تظهر كعرض من أعراض اضطراب آخر بدلاً من اضطراب خاص به. (انظر # جدل بالأدنى)
قد تكون متلازمة التضاعف الذاتي مرتبطة أيضًا بإدمان المخدرات.
وتشير فرضية أخرى إلى أن التضاعفات الذاتية ناتجة عن التحديد المفرط المرتبط بالنشاط المفرط في مناطق معينة من الدماغ مما يؤدي إلى رؤية المريض للجوانب المألوفة للنفس لدى الغرباء.

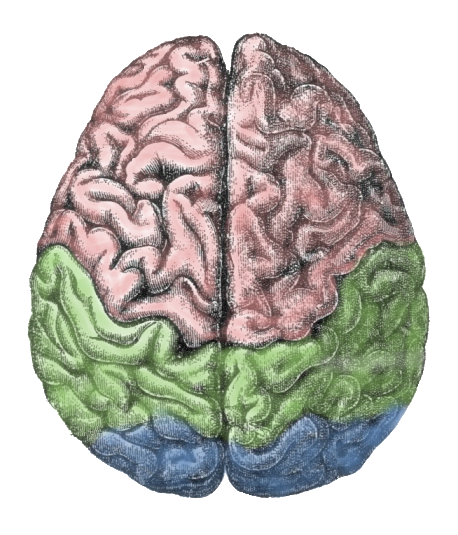
نصفي الكرة المخية: ترتبط الآفات الموجودة في نصف الكرة الأيمن والفص الجبهي (الوردي) والفص الصدغي (غير الظاهر) بمتلازمة التضاعف الذاتي.

يفترض البعض أن هذا الوهم هو نتيجة للقصور في التعرف على الوجوه لأنه يشبه أعراض الإصابة بالمرض، ومع ذلك تجدر الإشارة إلى أن التعرف على معظم الوجوه ضعيف في هذا الوهم، لا تفسر أوجه القصور في معالجة الوجه أيضًا الحالات التي يتم فيها الإبلاغ عن تضاعفات متعددة.
هناك فرضية أخرى وهي أن «الانفصال» بين نصفي الكرة الأيمن والأيسر قد يتسبب في أعراض الوهم. تعتمد هذه الفرضية اعتمادًا كبيرًا على نظرية ترميز وظيفة الدماغ، أو نظرية الدماغ الأيسر مقابل نظرية الدماغ الأيمن. في هذه الفرضية، يؤدي عدم قدرة نصف الكرة الأيمن على «التحقق» من نصف الكرة الأيسر إلى استسلام الفرد لأوهام الوعي الذاتي الناتجة عن نصف الكرة الأيسر.

### تلف في الدماغ
تتمثل إحدى الفرضيات في أن اختلال وظائف الدماغ (إما بسبب التلف المادي أو التلف الناتج عن اضطراب عضوي) في نصف الكرة الأيمن والفص الصدغي و/أو فصوص الفص الجبهي يؤدي إلى وهم التضاعف الذاتي، الأضرار الجسدية الناتجة عن وهم التضاعف الذاتي غالبًا ما تشمل -على سبيل المثال لا الحصر- آفات الدماغ أو إصابة الدماغ المؤلمة، وتشمل الأسباب العضوية المشتبه بها لتلف المخ -والتي قد تؤدي إلى مضاعفات ذاتية- اضطرابات مثل الصرع.
نظرًا لأن الأمراض العقلية الأخرى عادة ما تتزامن مع متلازمة التضاعف الذاتي فمن غير المعروف ما إذا كانت هذه الأنواع من إصابات الدماغ مرتبطة بالوهم أو المرض العقلي الإضافي أم لا، فعلى سبيل المثال يرتبط تلف الدماغ في نصف الكرة الأيمن بالفصام والذي يتم الإبلاغ عنه عادةً بوهم التضاعف الذاتي.

## العلاج
لم يتم تطوير علاج مقبول على نطاق واسع لمتلازمة التضاعف الذاتي حتى الآن، ولكن تشتمل طرق علاج هذا المرض أحيانًا على وصف الأدوية المضادة للذهان، إلا أن نوع الدواء الموصوف يعتمد على وجود اضطرابات عقلية أخرى، ويمكن وصف الأدوية المضادة للذهان (المعروفة أيضا باسم مضادات الذهان) مثل الريسبيريدون والبيموزيد والهالوبيريدول لعلاج الأمراض النفسية المستبطنة.
وبالإضافة إلى العلاج بالعقاقير فقد تم اقتراح الاستشارة الشخصية كوسيلة لتخفيف العلاقات بين المريض وبين مضاعفه المشتبه به، ومع ذلك فإن العلاقة بين المريض ومضاعفه ليست سلبية دائمًا.

## توقعات سير المرض
ويعد الشفاء من هذه المتلازمة وضعيا؛ لأن بعض العلاجات الدوائية كانت فعالة في بعض الأفراد ولكن ليس في البعض الآخر، فقد يعيش المرضى في مجموعة متنوعة من الأماكن -بما في ذلك مستشفيات الأمراض النفسية- اعتمادًا على نجاح العلاج، ومع العلاج الناجح قد يعيش الفرد في المنزل، وفي كثير من الحالات المبلغ عنها حدثت هدأة للأعراض خلال فترة المتابعة.
قد يكون هذا الاضطراب خطيرًا على المريض والآخرين حيث قد يستجوب المريض أو يهاجم شخصًا يعتقد أنه مزدوج، وقد تم توثيق السلوك غير المناسب مثل الملاحقة والاعتداء البدني أو النفسي في بعض دراسات الحالة، وبالتالي يتم إلقاء القبض على العديد من الأفراد الذين يعانون من هذا الاضطراب بسبب سوء السلوك الناتج (انظر حالة السيد ب في #العرض).

## جدال
نظرًا لندرة هذا الاضطراب وتشابهه مع متلازمات خطأ تحديد الهوية الوهمية الأخرى فإنه يتم مناقشة ما إذا كان ينبغي تصنيفه كمرض فريد أم لا؛ ونظرًا لأنه نادراً ما تظهر التضاعفات الشخصية باعتبارها الأعراض النفسية الوحيدة فقد قيل أن هذه المتلازمة هي عرض نادر لأعراض اضطراب نفسي آخر، ولم يتم تعريف هذه المتلازمة أيضًا في DSM-IV أو ICD-10.
بالإضافة إلى ذلك يستخدم بعض الباحثين تعريفات مختلفة للمتلازمة، وبينما يعلن معظمهم أن النظير هو نسخة جسدية مستقلة نفسياً يشير البعض إلى تعريف النظير على أنه متطابق جسديًا ونفسيًا، ويُعرف هذا أيضًا باسم التعدد النسيلي للذات وهو وهم آخر أقل شيوعًا يتم تجميعه مع متلازمات خطأ تحديد الهوية الوهمية الأخرى.

## الثقافة الشعبية
- في رواية مايكل ر. فليتشر الخيالية المظلمة «ما وراء الفداء» (HARPER Voyager، 2015) -رواية حيث يشكل الإيمان والجنون الواقع- يعاني الثيوقراط من متلازمة التضاعف الذاتي.
- في فيلم الكوميديا السوداء لريتشارد أيواد "The Double" يُظن أن الشخصية الرئيسية لسيمون جيمس تعاني من متلازمة التضاعف الذاتي مع نظيره جيمس سايمون.
- رواية وليام بيتر بلتي "Legion" التي تعد تكملة لروايته "الأرواح الشريرة" تعرض شخصية تدعى الدكتور فينسنت أمفورتاس الذي يشخص حالته الذاتية لمتلازمة دوبيلجنجر (الشبيه).
- تتميز رواية دان سيمونز "Drood" للمؤلف الفيكتوري ويلكي كولينز بأنه الراوي لها، وفي الكتاب كان كولينز يعاني من متلازمة الشبيه مدى الحياة التي يشير إليها باسم «ويلكي الآخر» ويعد مزدوجه المتخيل عنصرا رئيسيا للمؤامرة.